# 정기선
정기선(鄭基宣, 1982년 5월 3일~)은 대한민국의 기업인이다. HD현대 부회장이다.

## 학력
- 대일외국어고등학교 졸업
- 연세대학교 경제학 학사
- 미국 스탠포드대학교 경영대학원 경영학 석사

## 생애
1982년 정몽준의 장남으로 태어났다. 대일외국어고등학교를 졸업한 후 연세대학교에서 경제학 학사을 졸업하였으며 ROCT로 군복무를 마쳤다.
미국 스탠퍼드 대학교(Stanford University)에서 경영학 석사를 수여한 후 보스턴 컨설팅 그룹 컨설턴트로 일한 후 귀국하였다. 
2013년 현대중공업 수석 부장, 2014년 상무, 2016년 전무, 2018년 부사장으로 승진하였다.
2021년 현대중공업지주 · 한국조선해양 대표이사 사장으로 선임되었다. 
2022년 HD현대 대표이사 사장으로 승진하였다.
2024년 HD현대 대표이사 부회장에 취임하였다.

## 경력
- 2013년 ~ 2015년 : 현대중공업 경영기획팀 선박영업부 수석부장
- 2015년 ~ 2016년 : 현대중공업 기획재무부문장 상무
- 2016년 ~ 2018년 : 현대중공업 기획재무총괄부문장 전무
- 현대중공업 조선해양영업본부-그룹선박해양영업총괄부문장 전무
- 2017년 : 현대글로벌서비스 대표이사 부사장
- 현대중공업 그룹 선박해양영업본부 대표
- 현대중공업지주 경영지원실장 부사장
- 2018년 ~ 2021년 : 현대중공업 부사장
- 현대글로벌서비스 대표이사
- 2021년 ~ 2023년 : 한국조선해양 사장
- 2021년 ~ 2023년 : HD현대 사장
- 2022년 ~ : HD현대 대표이사
- 2023년 ~ : HD현대 부회장
- 2023년 ~ : 한국조선해양 대표이사 부회장
- HD현대마린솔루션 대표이사 사장

## 가족 관계
- 할아버지 : 정주영 (1915 ~ 2001) 현대그룹 창업주
- 할머니 : 변중석 (1921 ~ 2007)
  - 백부 : 정몽필 (1934 ~ 1982) 현대제철 사장
  - 백부 : 정몽구 (1938 ~ ) 현대그룹 명예회장
  - 백부 : 정몽근 (1942 ~ ) 현대백화점그룹 회장
  - 백부 : 정몽우 (1945 ~ 1990) 현대알루미늄 회장
  - 백부 : 정몽헌 (1948 ~ 2003) 현대건설 대표이사 회장
  - 아버지 : 정몽준 (1951 ~ ) 한나라당 당수
- 외할아버지 : 김동조 (1918 ~ 2004) 제16대 외무부 장관
  - 어머니 : 김영명 (1959 ~ )
    - 동생 : 정남이 (1983 ~ )
    - 동생 : 정선이 (1986 ~ )
    - 동생 : 정예선 (1996 ~ )

  - 숙부 : 정몽윤 (1955 ~ ) 현대해상화재보험 회장
  - 숙부 : 정몽일 (1959 ~ ) 현대기업금융 회장